# Jakub Skrobanek
Jakub Skrobanek (ur. ok. 1835 roku, zm. 1910) – kupiec, bankier, burmistrz Cieszyna.
Był właścicielem kamienicy przy Rynku Głównym. Od 1873 był radcą miejski. W 1875 po rezygnacji Johanna Demela został burmistrzem Cieszyna. Był nim do 1876. Później działał w wielu komisjach Rady Miejskiej (do 1894).
16 lutego 1898 otrzymał tytuł honorowego obywatela miasta Cieszyna.